# Автоматизированная система управления предприятием
Автоматизи́рованная систе́ма управле́ния предприя́тием (АСУП) — комплекс программных, технических, информационных, лингвистических, организационно-технологических средств и действий квалифицированного персонала, предназначенный для решения задач планирования и управления различными видами деятельности предприятия. К категории АСУП принято относить реализации методологий MRP и ERP. АСУП является частью АСУ.

## История АСУП
АСУП применяется для упрощения и ускорения управлением промышленными предприятиями, определения структуры автоматизированной СМК, механизмов и технологий управления знаниями по качеству промышленного предприятия. История развития советских автоматизированных систем управления (АСУ) начинается в 1960-х годах. Первой была разработана и внедрена АСУ Львовского телевизионного завода — АСУП «Львов». Работы на Львовском телевизионном заводе начались еще в 1963 году, когда академик Виктор Михайлович Глушков предложил эту работу Скурихину Владимиру Ильичу и Шкурбе Виктору Васильевичу, сотрудникам Института кибернетики АН УССР. Но поскольку Скурихин В. И. в то время был занят разработкой системы «Авангард» в г. Николаеве, то он предложил эту работу своему аспиранту Кузнецову Владимиру Константиновичу в качестве темы кандидатской диссертации. В 1963 году В. К. Кузнецов и В. В. Шкурба разработали эскизный проект системы «Львов»: Кузнецов В. К. — в части Вычислительного комплекса, работающего в режиме реального времени с 30 внешними терминалами приема-передачи данных и другими дополнительно разработанными внешними устройствами сбора информации; Шкурба В. В. — в части разработки моделей оптимального оперативного управления основными цехами завода. Конструирование и создание вычислительного комплекса системы было выполнено специальным конструкторским бюро математических машин и систем Института кибернетики АН УССР (СКБ ММС ИК АН УССР).
В 1965 году в Институте кибернетики был создан отдел АСУП под руководством В. В. Шкурбы.
Большой вклад в разработку системы внесли также сотрудники Львовского телевизионного завода, которые к тому времени были организационно объединены в ИВЦ завода.
На заключительном этапе работ по подготовке к сдаче государственной комиссии системы «Львов» активное участие принял Владимир Ильич Скурихин. Система «Львов» была сдана Государственной комиссии в июле 1967 года.
В декабре того же года В. К. Кузнецову и В. В. Шкурбе «за разработку и внедрение системы управления предприятием» была присуждена премия Ленинского комсомола ЦК ВЛКСМ. А в декабре 1970 года основным создателям системы «Львов» за её разработку и внедрение во главе с В. М. Глушковым была присуждена Государственная премия Украинской ССР в области науки и техники. Наиболее полно материалы по системе «Львов» нашли своё отражение в журнале «Механизация и автоматизация управления», № 3 за 1969 год.
Дальнейшее развитие АСУ осуществлялось в направлении создания комплексных АСУ, интегрированных систем управления, а также проектирования автоматизированных систем управления предприятием. Это системы РАСУ, ОГАС, АСУНТ и другие.

## Состав АСУП
АСУП производственного предприятия, как правило, включает в себя подсистемы управления:
- складами
- поставками
- персоналом
- финансами
- конструкторской и технологической подготовкой производства
- номенклатурой производства (в том числе систему управления каталогом)
- оборудованием
- оперативного планирования потребностей производства. Внедрение АСУ ТП на промышленном производстве[7]

## Примеры систем
В области образования под АСУП, как правило, понимают систему управления обучением. Примером может служить система Moodle. Одной из первых отечественных систем управления учебным процессом, является комплекс информационных систем «АСУ ВУЗ». В настоящее время активно развивается АСУ ВУЗ «Universys WS», оперативно учитывающая изменяющиеся реалии современного образования. Основные проблемы автоматизации учебного процесса в образовательных учреждения и пути их решения.
В качестве примера можно рассмотреть АСУП в производственной системе цеха механической обработки. Одним из таких классов систем является MES.